# Kerry Group

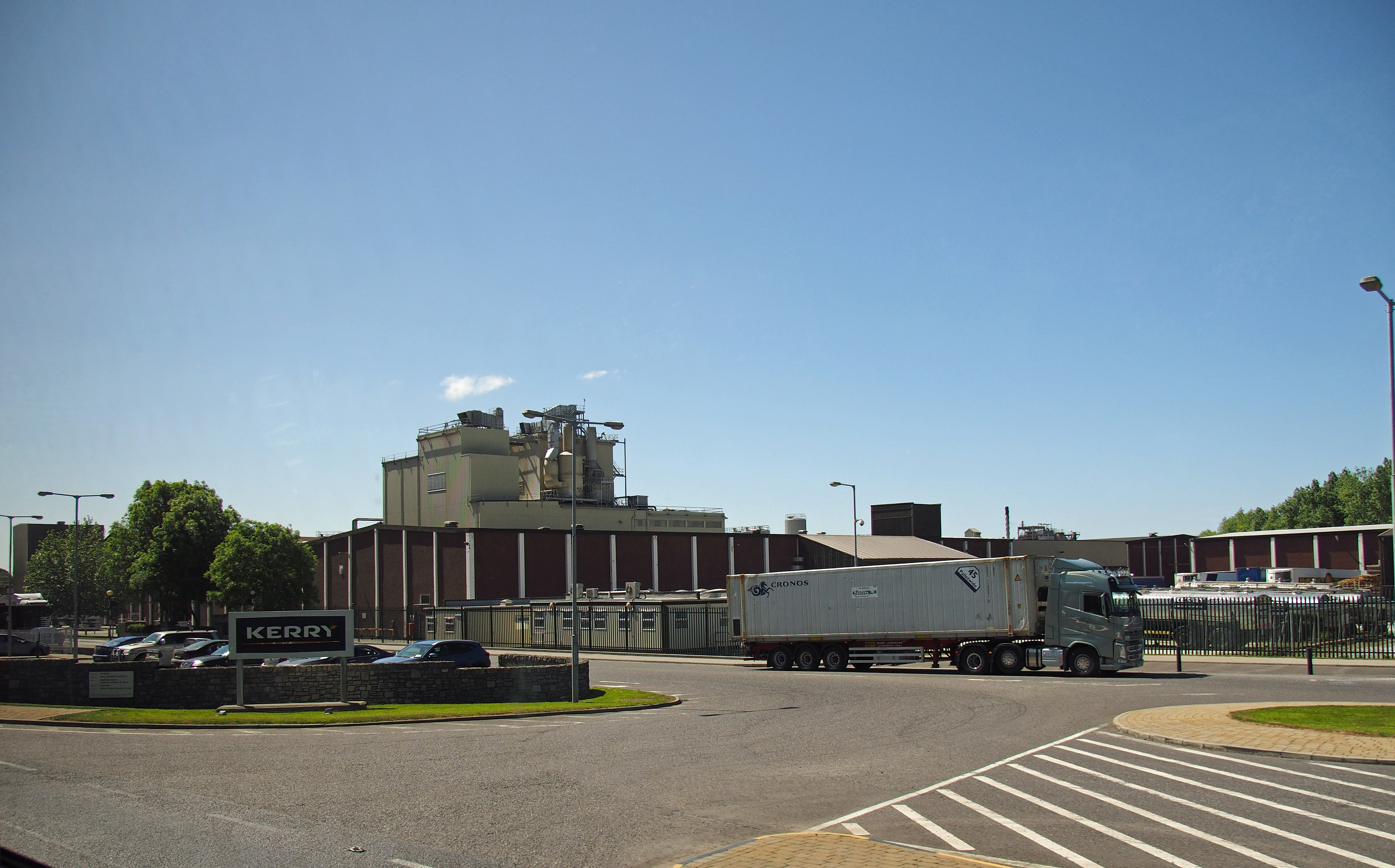
Hauptquartier der Kerry Group in Tralee

Die Kerry Group mit Sitz in Tralee in Irland wuchs mit dem Börsengang unter der Führung von Denis Brosnan zu einem großen Nahrungsmittelhersteller. Der Konzern beliefert mit 36 Marken vor allem den irischen und britischen Markt.

## Hintergrund
Das Unternehmen beschäftigt 22.468 Menschen (2010) und hat Verkaufs- und Logistikzentren in Europa, Nordamerika, Südamerika, Australien, Neuseeland und Asien.
Die Kerry Gruppe bietet über 10.000 verschiedene Produkte und exportiert sie in mehr als 140 Ländern. In 19 Ländern hat das Unternehmen Produktionsstandorte, und Verkaufsstandorte in über 20 weiteren Ländern weltweit. Die Marktkapitalisierung des Unternehmens lag im Februar 2022 bei 19,2 Milliarden Euro.
Mitte März 2008 wurde bekannt, dass die Kerry Group von Reox Holdings für 165 Mio. Euro deren Tochtergesellschaft Breeo (Foods und -Distribution Service) übernimmt.
Das Unternehmen notiert am London Stock Exchange und dem Euronext Dublin, es ist Mitglied im ISEQ Overall Index.
Die Kerry Group ist Sponsor des jährlich vergebenen und mit 15.000 € dotierten Kerry Group Irish Fiction Award.

## Führende Unternehmensprodukte
Wall's Sausages (Großbritannien), Homepride Flour (Großbritannien), Cheesstrings, Green's Cake Mixs, Richmond Sausages, Dennys, Button Norfolk Farms (Großbritannien), Kerry Spring Water (Irland), Mattessons

## Nachweise
1. ↑  CorporateInformation: ,"Kerry Group PLC"
2. ↑  The Irish Times: “Kerry agrees €165m deal for Breeo”, 13. März 2008